# 福山進
福山進（日語：福山 すすむ，1915年—1987年），是一位出生於新潟縣五泉市、成長於臺灣的畫家及美術教育家。他的作品曾入選臺灣及日本多個主要美術展覽，並參與創辦「形象派美術協會」等美術團體。

## 生平簡介
1918年前後，福山進一家因父親擔任阿里山鐵道機關士而移居臺灣。不久，父親因病逝世，他跟隨母親返回日本；但是，因經濟困窘，他們再度回到臺灣謀生，他自此開始流轉於嘉義、瑞芳、臺北等地寄宿及接受教育。
隨後，當母親與擔任山地巡查的繼父再婚後，他前往位在新竹山區的一處警官駐在所與他們團聚，並重新展開完整的家庭生活。在當地，他與一群泰雅族夥伴成為摯友，並一同成長與山林間。同時，他也因作畫被玩伴及父親的同事稱讚，而開始對繪畫感到興趣。
在新竹先後畢業於小學校及高等科後，他前往臺北第二師範學校就讀。當時，他受到垣内松三、石川欽一郎及鹽月桃甫等影響，奠定了日後的藝術觀與繪畫技巧。
1932年，完成師範學校的學業後，他返回新竹，連續在新埔公學校（今新埔國小前身）、新竹公學校等數間學校任教職。在擔任教師同時，他仍設法挪出時間精進畫技。1934年，他以風景畫《日暮れる頃》首度入選臺灣美術展覽會。隨後，他又通過「西洋畫」、「用器畫」等科目的中等學校教師技能檢定考試。
1940年，他進入甫創辦的臺灣總督府新竹師範學校任教；任教期間，他與活躍於新竹繪畫界的同事有川武夫結交為好友，經常相邀喝酒作畫。此後，他的作品連續數年入選臺灣總督府美術展覽會。
戰爭結束不久後，他被遣返日本並決定住在愛知縣安城市，但在生計上隨即陷入困境；但是，他仍堅持持續作畫。在一次偶然的機會裡，他以克難方式及材料完成的作品受一位商人賞識，並被以兩萬日圓購買；隨後，他並未將該筆錢直接用於改善自己與家人的生活，而是藉此與一群志同道合的朋友共同發起繪畫研究會「教育素描協會」，期望藉之提倡美術文化及其教育活動，以振興戰後的日本。
1945年至1951年，他參與於美術團體光風会，並連年參加日本美術展覽會。
1953年，他創立「形象派美術協會」，並在岐阜市舉辦其第一屆美術展；該會後來持續發展，並在1996年於臺灣成立分會。
1962年，他前往臺灣舉辦個人作品展覽，後因獲得許多好評而展開與臺灣美術界等間的持續交流。
1981年1月10日，他第四次前往新竹山區，嘗試再訪年少時成長生活的所在；當地在當時仍屬受管制地區，需經政府許可方能進入。

## 榮譽與獎項
- 作品入選臺灣美術展覽會第8回及臺灣總督府美術展覽會第2至6回[9]。

## 紀念
- 2017年，福山進的家屬捐贈十幅其晚年畫作予其母校國立臺北教育大學。[1]

## 子女
他的長子是福山透，是一位獲頒紫綬褒章的化學家；次子福山寬是一位任職東京大學的物理學者。

## 軼事
- 他非常懷念臺灣和年少時的校園生活，並經常與家人聊起當時和同學運動、繪畫的愉快記憶。[1]